# غلمة الروائح
غُلْمةُ الرَّوائح أو الإثارة الجنسية بالروائح (بالإنجليزية: Osmolagnia) هي حالة من الشذوذ الجنسي أو الإثارة الجنسية عن طَريق شم الروائح المُنبعثة من الجِسم وخاصةً روائح المناطق الجنسية. استخدم سيغموند فرويد مُصطلح osphresiolagnia (التلذذ الجنسي بالروائح) للتعبير عن المُتعة التي تُسببها هذه الروائح للشخص.
اعتبرَ قاموس كامبل للطب النفسي هذه الحالة ضِمن خطل الشم (اضطراب في حاسة الشَم).

## أصل التسمية
- جاءت كلمة Osmolagnia من اليونانية، حيثُ تعني كلمة osme- الشم، وكلمة lagneia الشهوة.
- أما كلمة Olfactophilia فهي كلمة لاتينية تتعلق بحاسة الشم، أما كلمة philia فهيَ يونانية وتعني الحُب أو الوَلع.